# Liste der portugiesischen Botschafter in Chile
Die Liste der portugiesischen Botschafter in Chile listet die Botschafter der Republik Portugal in Chile auf. Die beiden Staaten haben seit der Unabhängigkeit Chiles 1821 direkte diplomatische Beziehungen. Zunächst war der portugiesische Botschafter in der argentinischen Hauptstadt Buenos Aires in Chile doppelakkreditiert, seit 1926 unterhält Portugal eine eigene Gesandtschaft (Legation) in der chilenischen Hauptstadt Santiago de Chile, die 1961 zur vollen Botschaft heraufgestuft wurde.

## Missionschefs
| Name                                          | Bild  | Amtszeit                            | Anmerkungen |
| Chile                                         | Chile | Chile                               | Chile |
| --------------------------------------------- | ----- | ----------------------------------- | --- |
| Abel Acácio de Almeida Botelho                |       | 1912 –24. April 1917                | Ministro Plenipotenciário mit Amtssitz Buenos Aires, am 26. November 1912 akkreditiert                                            |
| Alberto de Oliveira                           |       | 1920–?                              | Ministro Plenipotenciário mit Amtssitz Buenos Aires, am 24. November 1920 akkreditiert                                            |
| Amadeu Ferreira de Almeida Carvalho           |       | 25. August 1931 –18. September 1933 | Ministro Plenipotenciário mit Amtssitz Santiago de Chile                                                                          |
| Joaquim Pedroso                               |       | 6. September 1934 –10. Juni 1938    | Ministro Plenipotenciário mit Amtssitz Santiago de Chile, am 13. September 1934 akkreditiert                                      |
| Alexandre Magno Ferraz de Andrade             |       | 6. Juli 1938 –21. Oktober 1950      | Ministro Plenipotenciário mit Amtssitz Santiago de Chile, am 14. Juli 1938 akkreditiert                                           |
| António Aniceto de Siqueira Freire            |       | 22. Oktober 1950 –18. Mai 1951      | Geschäftsträger am Amtssitz Santiago de Chile                                                                                     |
| Antero Carreiro de Freitas                    |       | 19. Mai 1951 –30. September 1954    | Ministro Plenipotenciário mit Amtssitz Santiago de Chile, am 8. Juni 1951 akkreditiert                                            |
| António Alexandre da Rocha Fontes             |       | 30. September 1954 –11. März 1955   | Übergangs-Geschäftsträger am Amtssitz Santiago de Chile                                                                           |
| Alvaro Duarte Loureiro Marques                |       | 11. März 1955 –24. August 1958      | Ministro Plenipotenciário mit Amtssitz Santiago de Chile, am 23. März 1955 akkreditiert                                           |
| António Alexandre da Rocha Fontes             |       | 24. August 1958 –23. April 1959     | Übergangs-Geschäftsträger am Amtssitz Santiago de Chile                                                                           |
| Mário de Faria e Melo Ferreira Duarte         |       | 23. April 1959 –24. Mai 1960        | Übergangs-Geschäftsträger am Amtssitz Santiago de Chile                                                                           |
| Carlos Henrique Lemonde de Macedo             |       | 24. Mai 1960 –4. Oktober 1961       | Übergangs-Geschäftsträger am Amtssitz Santiago de Chile                                                                           |
| João Rodrigues Simões Affra                   |       | 4. Oktober 1961 –12. Mai 1964       | Botschafter mit Amtssitz Santiago de Chile, am 20. Oktober 1961 akkreditiert                                                      |
| Augusto Rato Potier                           |       | 22. Juli 1964 –28. Dezember 1964    | Botschafter mit Amtssitz Santiago de Chile, am 25. Juli 1964 akkreditiert                                                         |
| Manuel Emígdio da Silva                       |       | 22. Januar 1965 –14. Juni 1965      | Übergangs-Geschäftsträger am Amtssitz Santiago de Chile                                                                           |
| Guilherme Margarido de Castilho               |       | 14. Juni 1965 –12. Dezember 1968    | Botschafter mit Amtssitz Santiago de Chile, am 22. Juni 1965 akkreditiert                                                         |
| Armando de Castro e Abreu                     |       | 10. Februar 1969 –1973(?)           | Botschafter mit Amtssitz Santiago de Chile, (nach Putsch in Chile 1973 und Nelkenrevolution in Portugal 1974 zeitweise unbesetzt) |
| José Miguel Queiroz de Barros                 |       | 24. September 1989 –10. August 1994 | Botschafter mit Amtssitz Santiago de Chile, am 11. Oktober 1989 akkreditiert                                                      |
| Luis Nuno da Veiga Menezes Cordeiro           |       | 18. August 1994 –2. April 1997      | Botschafter mit Amtssitz Santiago de Chile, am 2. September 1994 akkreditiert                                                     |
| Rui Alfredo de Vasconcelos Félix Alves        |       | 6. Juli 1997 –20. März 2001         | Botschafter mit Amtssitz Santiago de Chile, am 23. Juli 1997 akkreditiert                                                         |
| António Felix Maria e Maya                    |       | 21. März 2001 –21. November 2006    | Botschafter mit Amtssitz Santiago de Chile                                                                                        |
| Luís Filipe de Mendonça Cristina de Barros    |       | 5. Februar 2007 –25. Januar 2009    | Botschafter mit Amtssitz Santiago de Chile                                                                                        |
| José Manuel Santa-Marinha Beleza Paes Moreira |       | 20. März 2009– 1. Februar 2012      | Botschafter mit Amtssitz Santiago de Chile                                                                                        |
| Luis João de Sousa Lorvão                     |       | 14. März 2012 –25. September 2015   | Botschafter mit Amtssitz Santiago de Chile                                                                                        |
| António Luís Peixoto Cotrim                   |       | 3. Oktober 2015 –18. September 2017 | Botschafter mit Amtssitz Santiago de Chile, am 13. Oktober 2015 akkreditiert                                                      |
| António Manuel Torres Leão Rocha              |       | seit 26. Oktober 2017               | Botschafter mit Amtssitz Santiago de Chile, am 24. Januar 2018 akkreditiert                                                       |